# باتريك وايت
باتريك وايت (بالإنجليزية: Patrick White)‏ هو أديب أسترالي ولد في 28 مايو 1912 وتوفي في 30 سبتمبر 1990. أصدرت أول مؤلفاته سنة 1935 وكتب 27 مؤلفة. تحصل على جائزة نوبل في الأدب لعام 1973 حيث كتب في موقعهم الرسمي نقلا عن الأكاديمية السويدية مبررين تسليمهم الجائزة له:

## رواياته
- الوادي السعيد
- الحي والميت
- قصة الخالة
- شجرة الإنسان
- فوس
- ركاب في العربة
- الزخارف المتماسكة
- المشرح
- عين العاصفة
- حفنة أوراق
- قضية تويبورن
- مذكرات عديدة في كتاب واحد
- الحديقة المعلقة

## روابط خارجية
- باتريك وايت على موقع IMDb (الإنجليزية)
- باتريك وايت على موقع الموسوعة البريطانية (الإنجليزية)
- باتريك وايت على موقع مونزينجر (الألمانية)
- باتريك وايت على موقع ألو سيني (الفرنسية)
- باتريك وايت على موقع ميوزك برينز (الإنجليزية)
- باتريك وايت على موقع أول موفي (الإنجليزية)
- باتريك وايت على موقع قاعدة بيانات الأفلام السويدية (السويدية)
- باتريك وايت على موقع إن إن دي بي (الإنجليزية)
- باتريك وايت على موقع قاعدة بيانات الفيلم (الإنجليزية)
- باتريك وايت على موقع كينوبويسك (الروسية)